# Норман Таурог
Норман Рей Таурог (англ. Norman Rae Taurog, 1899 — 1981) — американський кінорежисер та сценарист.
З 1920 по 1968 рік зняв понад 140 фільмів. Отримав у 1931 році премію «Оскар» як найкращий режисер за стрічку «Скіппі». Більше, ніж хто-небудь з режисерів працював з Елвісом Преслі (9 спільних фільмів).

## Біографія
Норман народився в Чикаго у 1899 році. Біографи ділять його кар'єру на п'ять періодів. Перша — дитинство, коли в 13-річному віці він знявся в короткометражному фільмі. Наступні вісім років, до виходу його наступної картини, він працював у театрі, в основному за межами Бродвею.
До часу повернення в кіноіндустрію він вирішив займатися режисурою. Аж до початку 1930-х років він зняв 42 короткометражних фільми. У цей період він виробляв свій стиль. Сильною стороною Нормана завжди була легка комедія, хоча він непогано справлявся і з картинами зі складним драматичним сюжетом.
У 1931 році відбувся якісний прорив, коли він зняв фільм «Скіппі», за який отримав премію Американської кіноакадемії за найкращу режисуру. Племінник режисера Джекі Купер, що знявся в цьому фільмі в головній ролі, був також номінований за свою гру на «Оскара» (перший випадок номінації неповнолітнього актора). Сюжет, заснований на популярних коміксах, комічність і властива для фільмів тих років повчальність, зробили картину надзвичайно популярною в прокаті.
Протягом найближчих кількох років Норман починає третій розділ у своїй кар'єрі, відкривши свій талант режисера, здатного працювати в різних жанрах. Картини «Якби у мене був мільйон» (англ. If I Had a Million, 1932) або «Не одягаючись» (англ. We're Not Dressing, 1934) показали його вміння працювати з такими зірками, як Гері Купер, Джордж Рафт, Чарльз Лоутон, Філдс, Вільям Клод, Бінг Кросбі, Керол Ломбард.
У 1938 році Норман використовував всю свою майстерність і досвід, щоб втілити одну із «найжвавіших» і успішних адаптацій класичної літератури — «Пригоди Тома Соєра» (англ. The Adventures of Tom Sawyer). У цьому ж році режисер зняв «Місто хлопчиків» (англ. Boys Town), який отримав 5 номінацій на премію «Оскар».
З початком Другої світової війни Норман повернувся до створення легких розважальних фільмів, що мали попит суспільства у цей період. Однак у 1947 році він знімає не зовсім властивий його режисерському почерку фільм «Початок або Кінець» (англ. The Beginning or the End) про створення атомної бомби. Пізніше він знову повернувся до жанру комедії: «Слова і музика» (англ. Words and Music, 1948), «Багаті, молоді та красиві» (англ. Rich, Young and Pretty, 1952), «Кедді» (англ. The Caddy, 1952). З комічним дуетом Діна Мартіна та Джері Льюїса режисер зняв п'ять фільмів.
У 1960 році зняв свій перший фільм з Елвісом Преслі «Солдатський блюз» (англ. GI Blues). Це був поворотний момент для Елвіса. До цього він втілював образи подібні до Джеймса Діна, замислених чуттєвих бунтарів з «Люби мене ніжно» (1956) або «Тюремний рок» (1957). Але у полковника Тома Паркера були інші плани для співака. «Солдатський блюз» задасть тон для декількох майбутніх фільмів Елвіса — дівчата, пригоди та кілька шлягерів на тлі невиба́гливого сюжету. Саме Норман був міцний у таких фільмах. Робота вдалася і протягом наступних восьми років режисер зняв Елвіса у восьми фільмах. Якісь із них були кращі, якісь — гірше (а деякі майже ідентичні), але мали успіх у шанувальників співака.
У 1961 році кар'єра Таурога несподівано обірвалося — він осліп. Режисер помер 7 квітня 1981 року в віці 82 років.